# Thessalonike
Thessalonike (in greco θέμα Θεσσαλονίκης?) fu uno dei themata (circoscrizioni) dell'Impero Bizantino, con capoluogo Tessalonica, da cui prendeva il nome.
Durante il X secolo questo thema era ventisettesimo su trentuno, in ordine di importanza nell'Impero Bizantino.
Lo strategos di questa regione non veniva pagato direttamente dall'Impero Bizantino, ma tratteneva per sé - a discrezione - il suo compenso, prima di procedere al pagamento delle spettanze dell'esercito.

## Storia
Nella Tarda Antichità, Tessalonica era il capoluogo della provincia romana di Macedonia e della diocesi di Macedonia, nonché la sede del prefetto del pretorio dell'Illirico. Con la perdita della maggior parte dell'entroterra balcanico a causa delle invasioni slave del VII secolo, tuttavia, l'autorità del prefetto (in greco eparchos, "eparca") si restrinse alla città e alle zone immediatamente limitrofe. L'eparca continuò a governare Tessalonica fino agli inizi del IX secolo, quando fu sostituito da uno strategos alla testa del nuovo thema di Tessalonica.

Il thema di Thessalonike nel 1045.

Lo strategos di Tessalonica è attestato per la prima volta nell'836, ma una lettera dell'imperatore Michele II l'Amoriano (r. 820–829) all'imperatore carolingio Ludovico il Pio (r. 814–840) sembrerebbe implicare l'esistenza del thema già nell'824. Lo studioso Warren Treadgold data l'istituzione del thema intorno all'809, durante le campagne contro gli Slavi dell'imperatore Niceforo I il Logoteta (r. 802–811) che estese la dominazione bizantina anche all'entroterra della città. Treadgold ipotizza inoltre che le sue truppe nel IX secolo ammontassero a circa 2000 uomini. Ad est, il thema confinava con il thema di Strymon, con la demarcazione tra i due temi posta sul fiume Strimone. A sud confinava con il thema di Hellas, con la demarcazione che passava per la Tessaglia settentrionale. I suoi confini occidentali e settentrionali erano indeterminati, fluttuando a seconda dell'esito delle continue guerre tra i Bizantini, le tribù locali di Slavi e i Bulgari.
Sotto l'imperatore Giovanni I Zimisce (r. 969–976), fu insediato nella città un doux al comando delle truppe professionali tagmatiche, e sembra aver coesistito per un certo periodo con lo strategos, prima di assumere anche le funzioni di quest'ultimo. Nell'XI secolo, il doukaton di Tessalonica era di importanza tale da essere detenuto spesso da membri della famiglia imperiale. La città e la maggior parte della Macedonia furono conquistate dai Latini in seguito alla Quarta crociata, e divenne parte del Regno di Tessalonica, che sopravvisse fino al 1224, quando fu conquistato dal Despotato d'Epiro. Il thema fu ricostituito in seguito alla caduta della città e della maggior parte della Macedonia nelle mani dell'Impero di Nicea nel 1246, e sopravvisse fino alla conquista ottomana del 1392; in quell'epoca, tuttavia, il thema era essenzialmente ridotto alla sola città. Riconquistata da Bisanzio nel 1402, la città divenne la sede di un despotato, fino alla cessione a Venezia del 1423, nel corso di un ulteriore assedio per mano degli Ottomani che si concluse nel 1430 con la conquista della città.